# Léon Bollée
Pour les articles homonymes, voir Bollée.
Léon Bollée (1er avril 1870 au Mans - 16 décembre 1913 à Neuilly-sur-Seine) est un inventeur et constructeur automobile français.

## Biographie
Il est le second fils du grand pionnier de l'automobile Amédée Bollée. Son frère aîné se prénommait également Amédée; tous les deux furent constructeurs d'automobiles. Leur frère cadet s'appelait Camille.
En 1885, à 14 ans, inventeur précoce, Léon Bollée se fait connaître par la construction d'une sorte de pédalo.
En 1889, à 19 ans, pour venir en aide à son père fondeur de cloches, et éviter les erreurs dans les nombreux calculs que requiert leur fabrication, il invente et réalise une calculatrice mécanique  révolutionnaire, de 3 000 pièces, dite à multiplication directe. Cette dernière reçoit un premier prix à l'Exposition universelle de Paris de 1889.
Léon invente, en outre, d'autres instruments de calcul, parmi lesquels le célèbre « tableau multiplicateur/diviseur », et perfectionne l'arithmographe. Il a également entrepris la construction d'une machine à différences, opérant sur les différences du 27e ordre, inspirée des travaux de Charles Babbage. C'est dans une lettre du directeur technique de Léon Bollée, adressée à Maurice d'Ocagne, que ces travaux sont mis au jour.

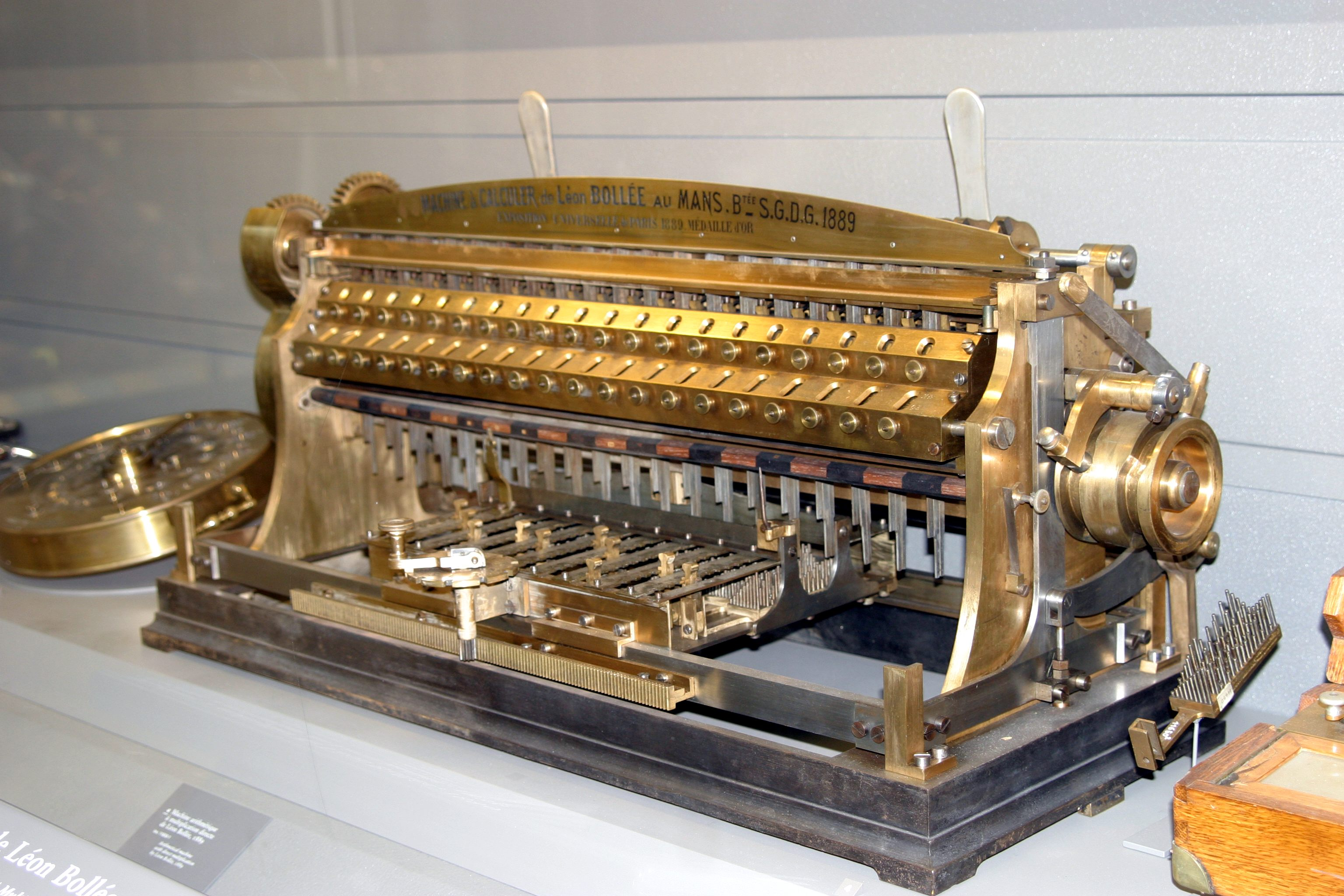
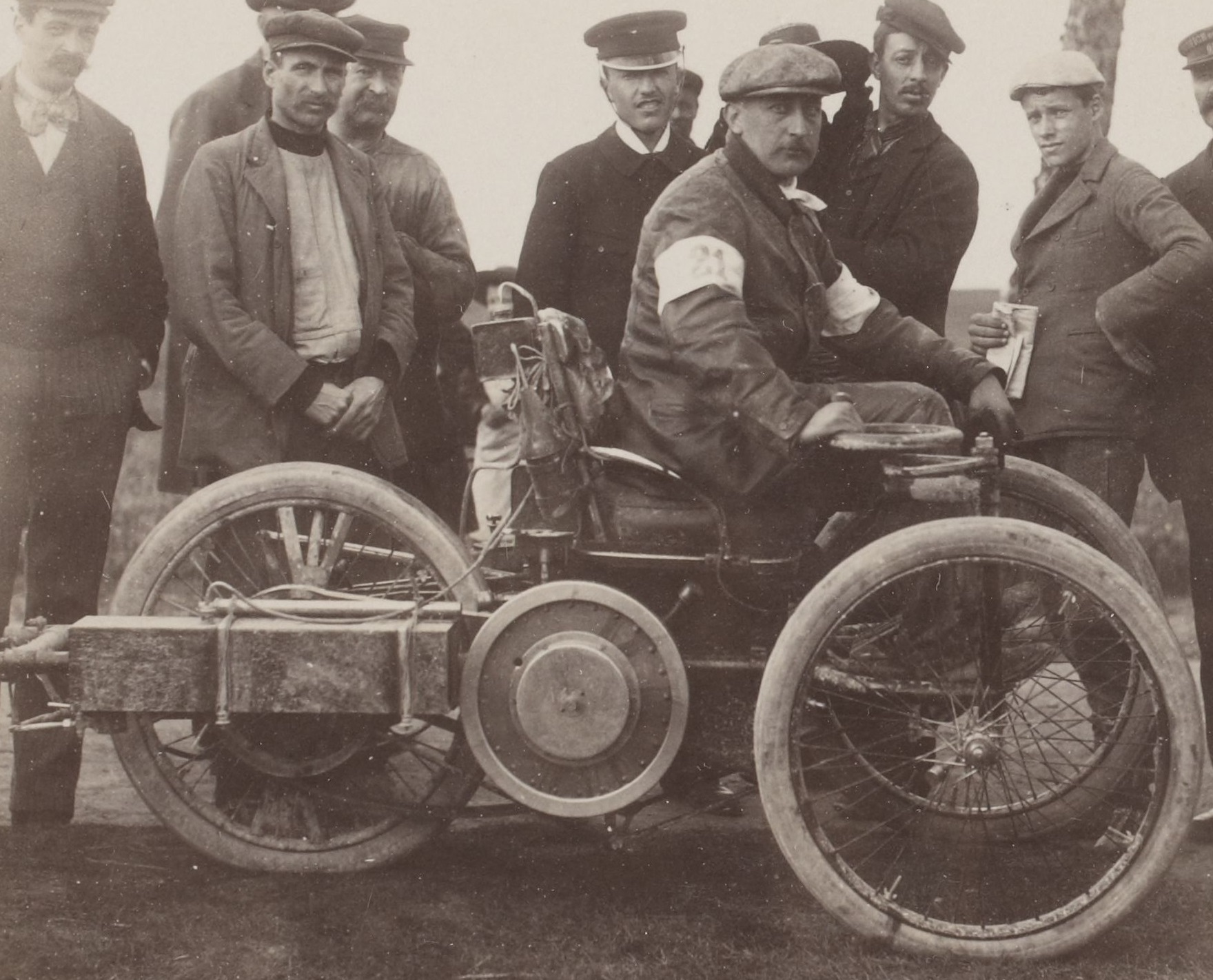
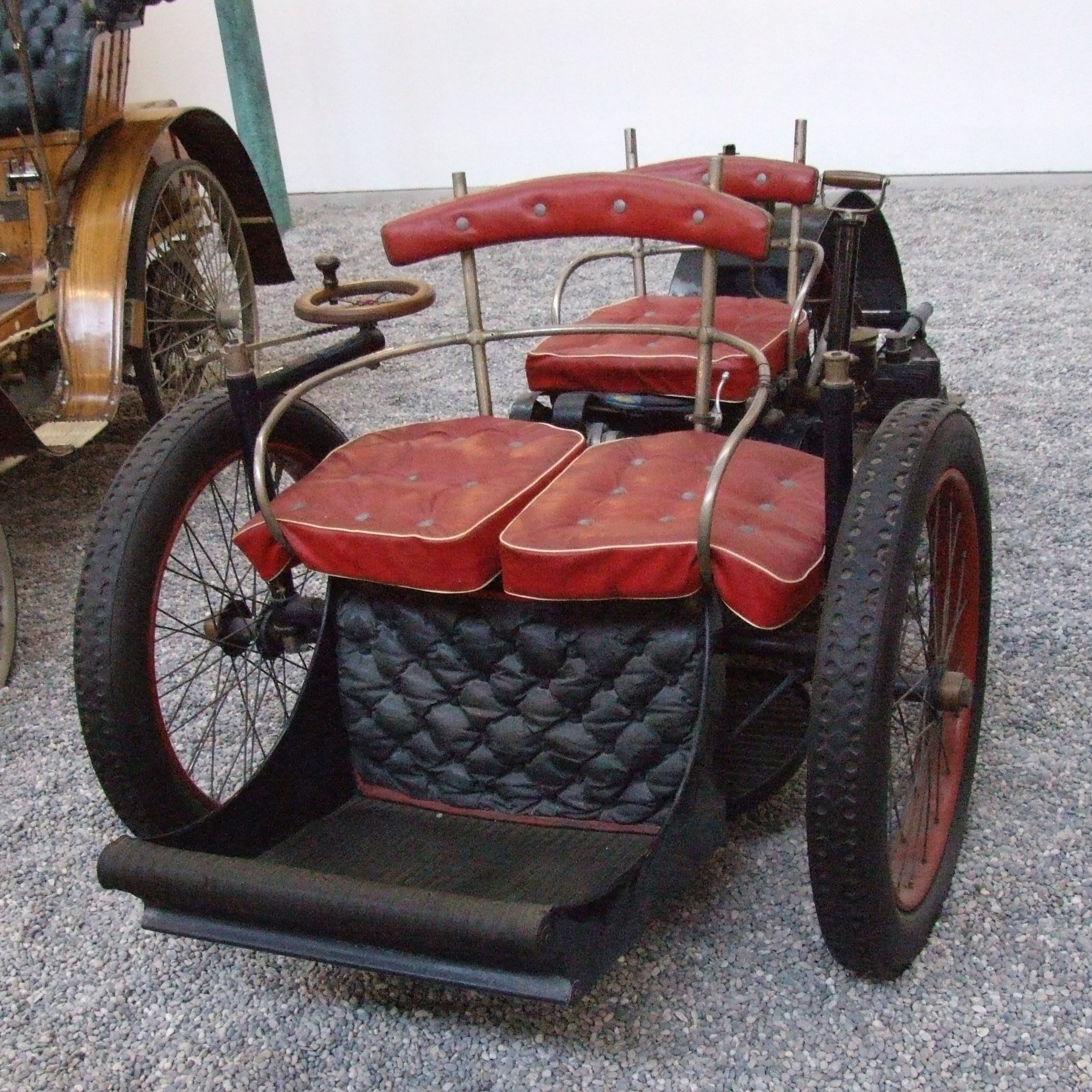
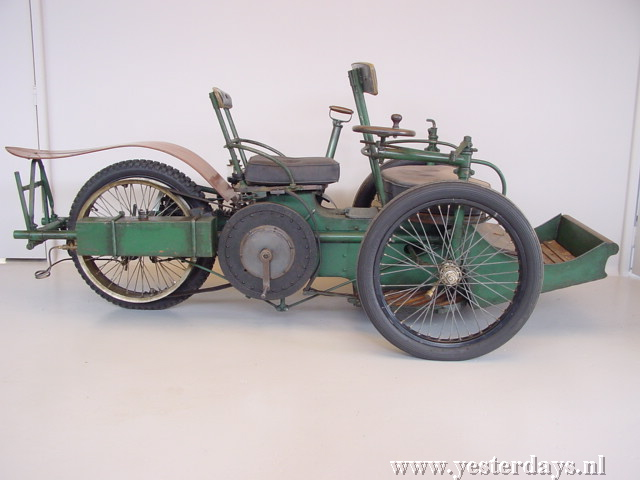
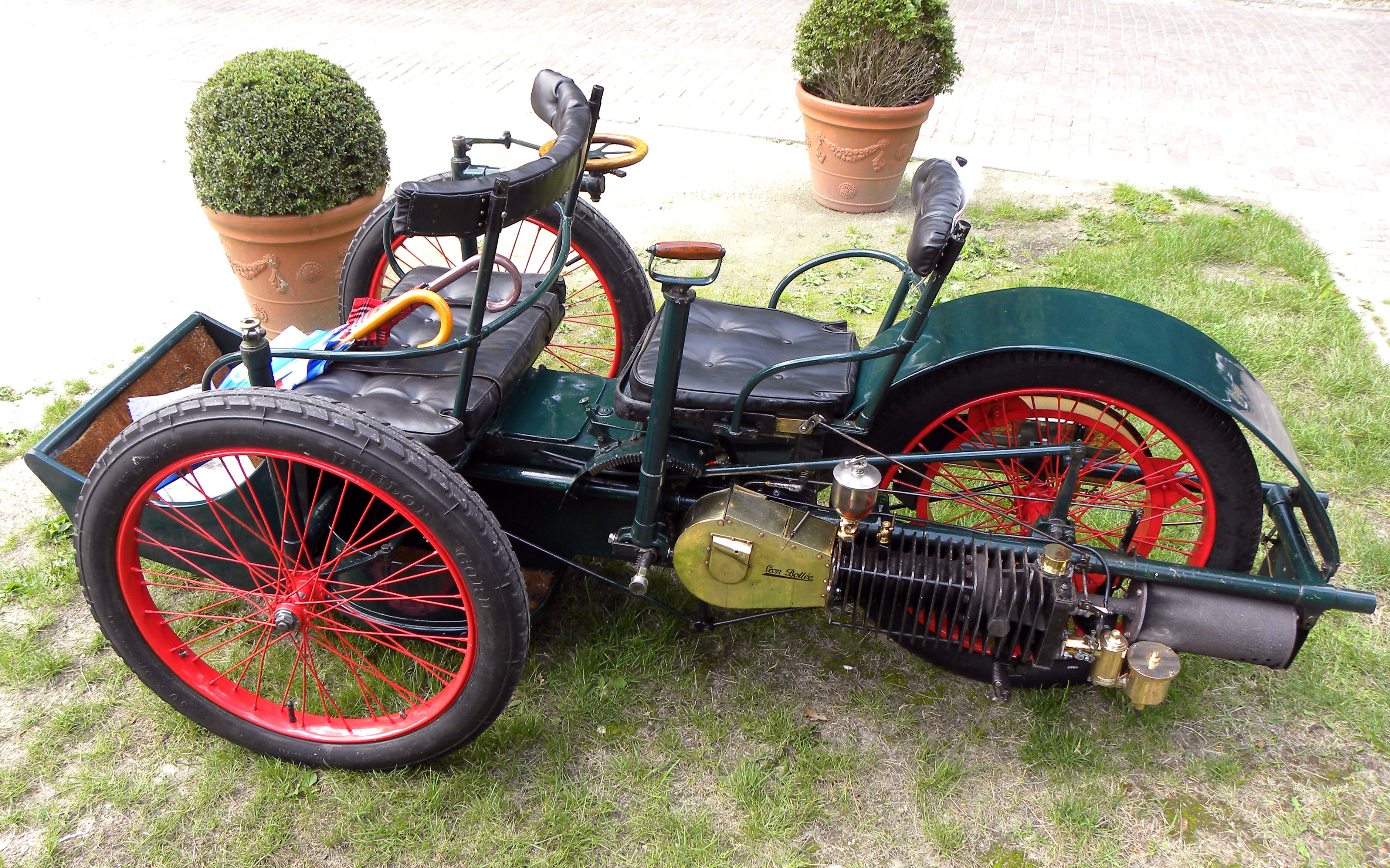

En 1896, Léon Bollée commercialise un véhicule à trois roues qui, fait nouveau, est équipé de roues à pneumatiques. Le moteur horizontal a été conçu par son frère Amédée. Il la baptise d'un mot de son invention « Voiturette » et en dépose le nom. La position à l'avant du passager fit surnommer la « Voiturette » : la « Tue Belle-mère ».
Fort de ce premier succès, Léon crée son entreprise, au Mans, et la baptise de son nom.
En 1896 il participe, le 14 novembre, à la première course automobile entre Londres et Brighton, appelée initialement « Emancipation Run », mais connue de nos jours sous le nom de « London to Brighton Veteran Car Run ». Léon Bollée, vainqueur, arrive le premier sur la plage de Madeira Drive au volant de « Voiturette » (aussi dite « trike » en Angleterre, pour tricycle).
Camille Bollée est deuxième. Il conduit un véhicule identique à celui de son frère, soit une « Voiturette » de la marque « Léon Bollée » propulsée par un moteur monocylindre 3 chevaux conçu par Amédée.
Deux ans plus tard, Léon gagne le Critérium des Motocycle, en avril 1898, et en France, cette fois.
En 1903, il produit sa première grosse voiture.
Réputée pour sa qualité, la marque connaît rapidement le succès. Léon Bollée construit deux modèles à 4 cylindres, un de 28 chevaux et 4,6 litres, et un second de 45 chevaux et 8 litres de cylindrée. Ce dernier remporte, en septembre 1904, le « Southport Speed Trials », à Blackpool, devant la « Gladiator » de Dorothy Levitt.
En 1910, suivra un modèle de 10 litres.
En 1911, Léon Bollée produit six-cents véhicules.

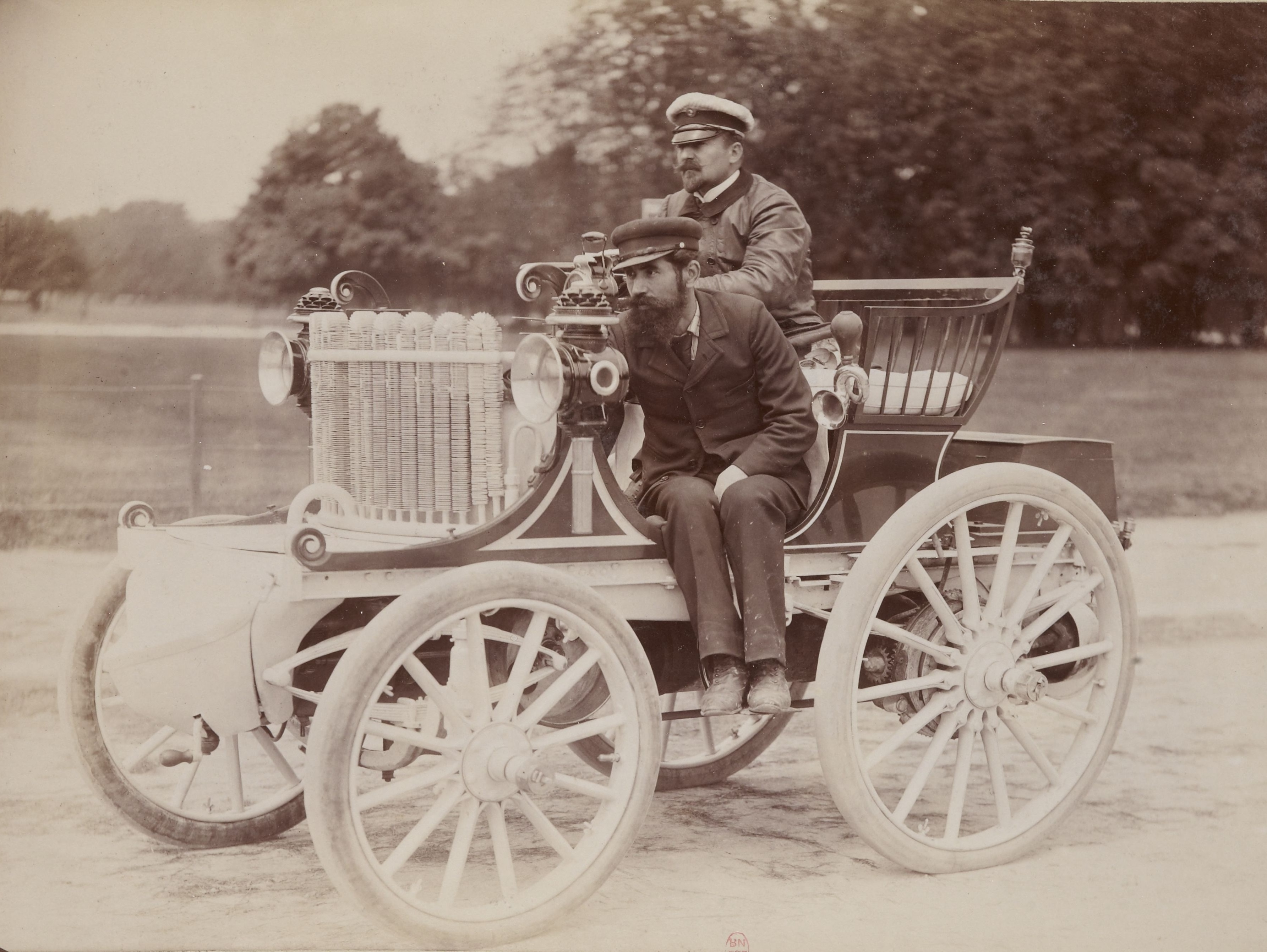
Henri Barbereau vainqueur de Bordeaux–Périgueux–Bordeaux, le 22 mai 1899 sur une Amédée  Bollée
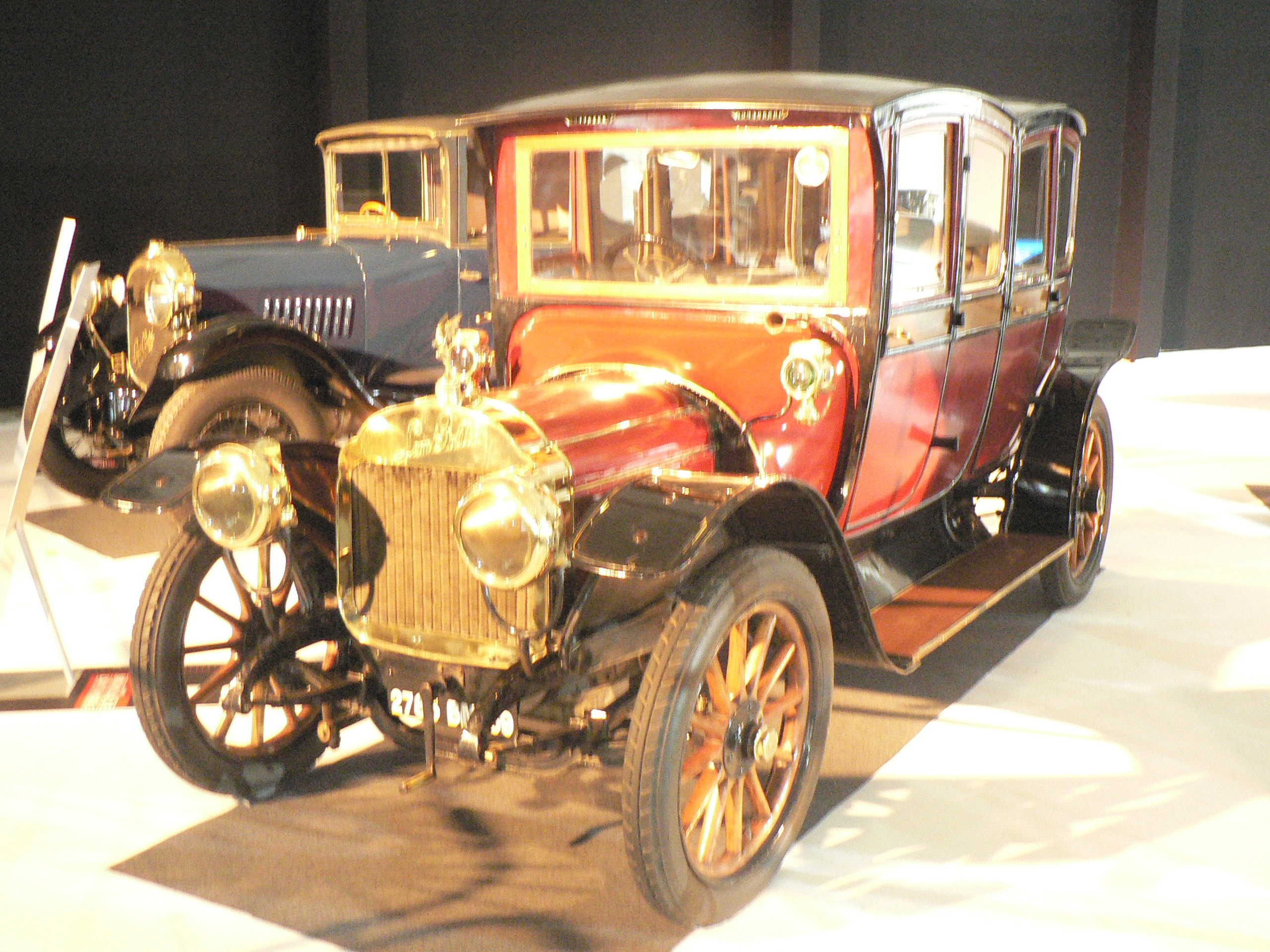
Léon Bollée G1, mondial de l'automobile de Paris
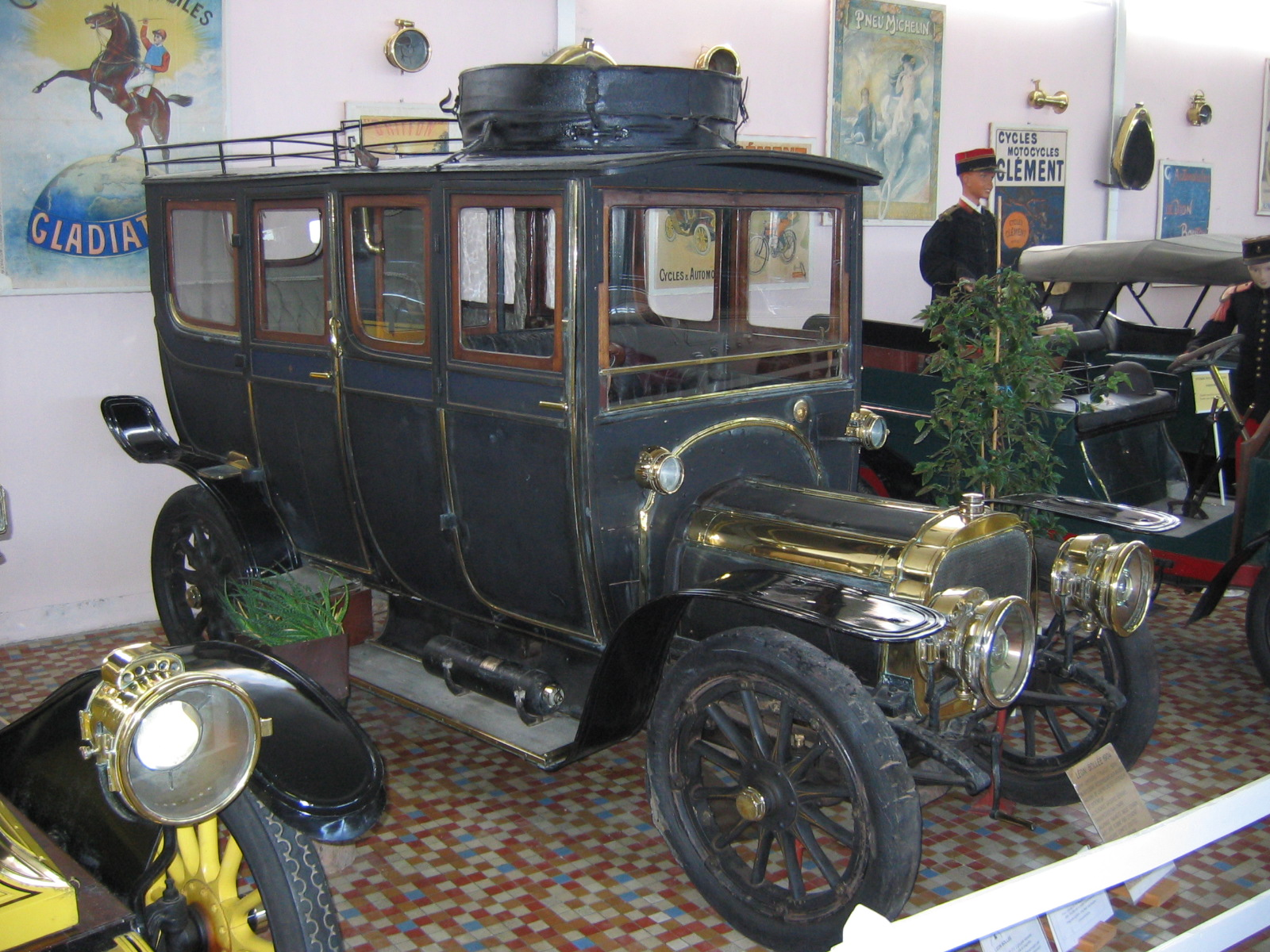
Léon Bollée 1904, 4 cylindres, 20 ch, 7 places, musée automobile de Vendée
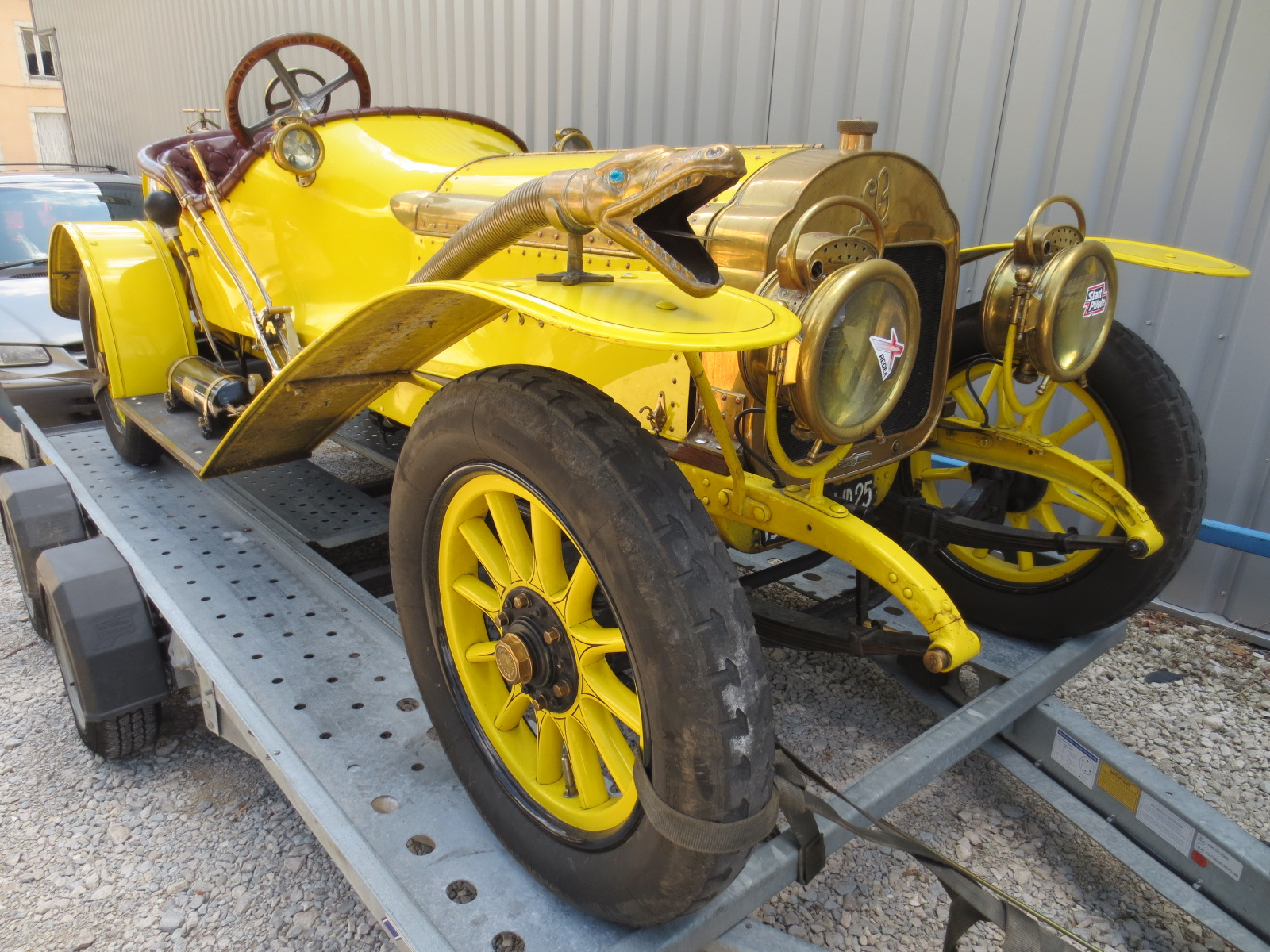
Léon Bollée G3 Sport de course de 1912, carrossée par Delaroche & Turquet
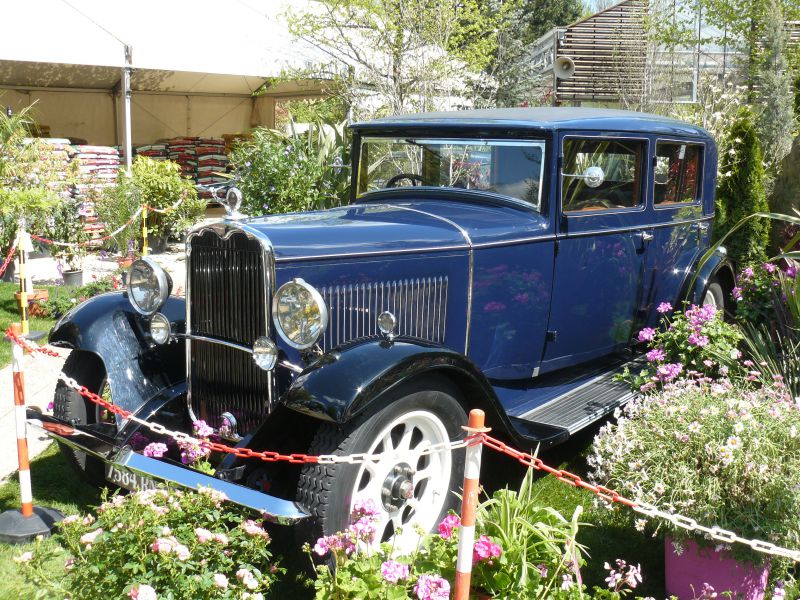
Morris Léon Bollée de 1932, carrossée par Henri Chapron

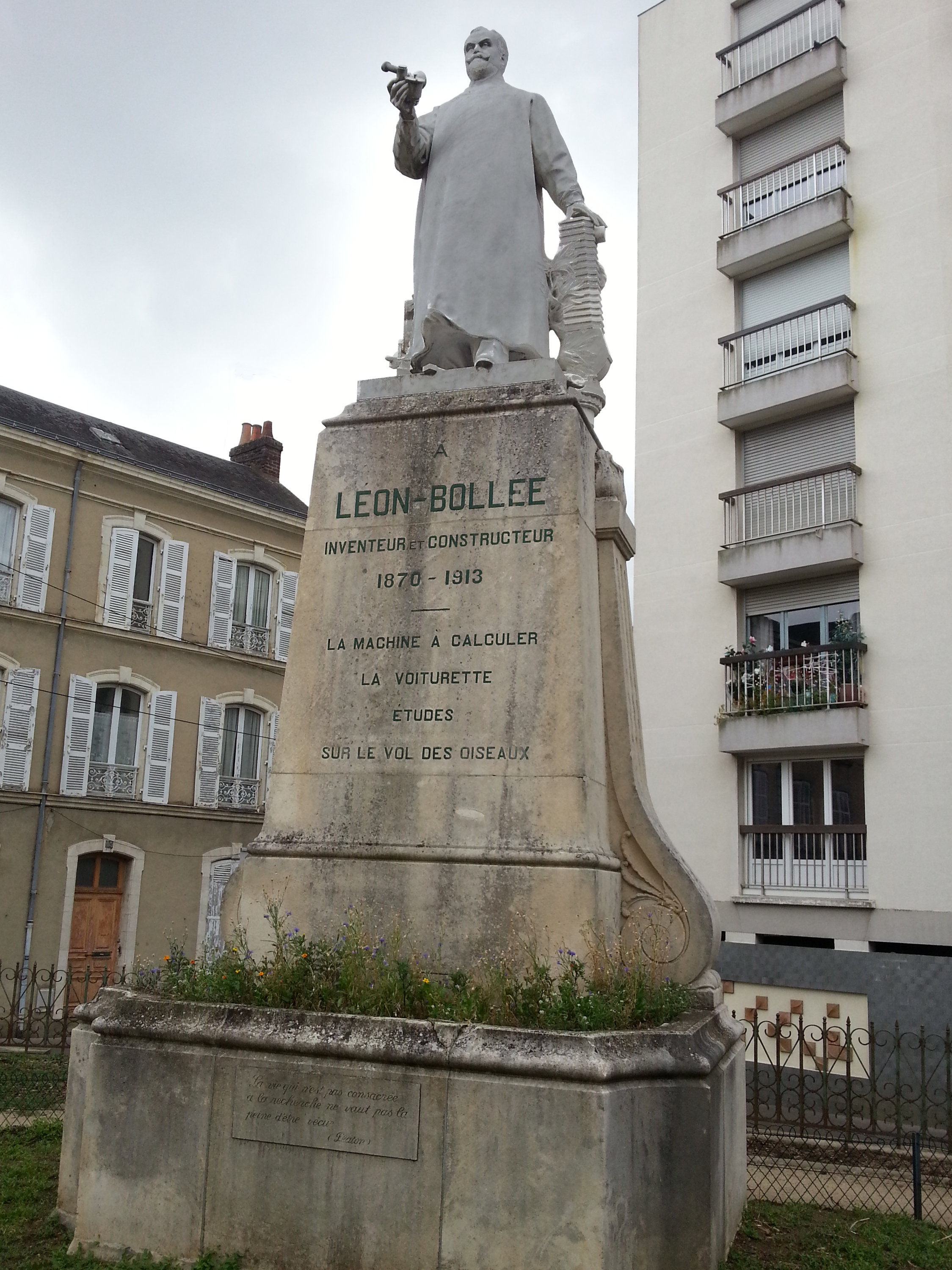
Le monument dédié à Léon Bollée, au Mans.

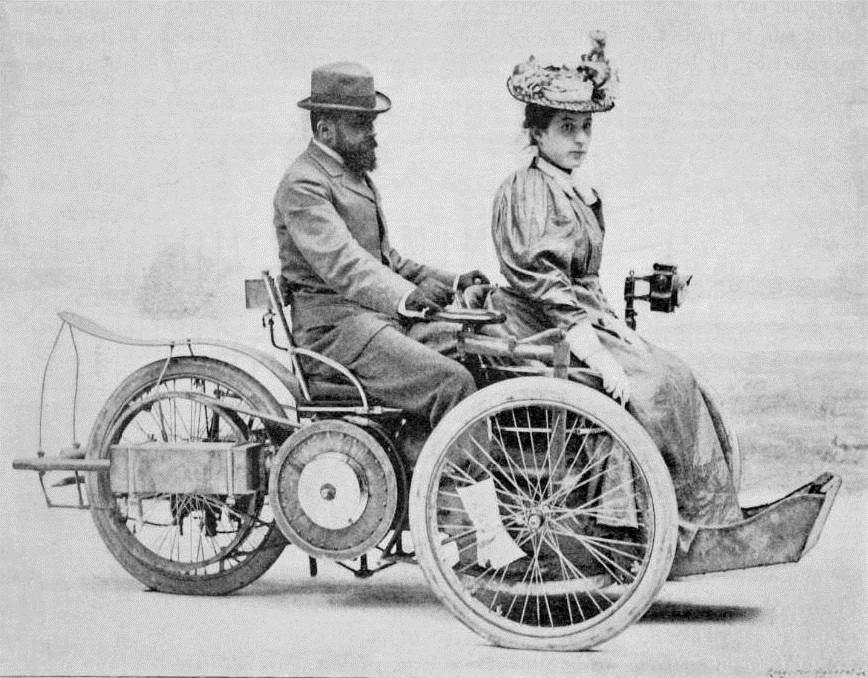
Madame et monsieur Bollée, à bord de leur "Voiturette".

En 1907, avec Jamin, Pellier, Durand, Singher, Carel, Gaulier et Verney, Léon Bollée est de la réunion informelle où l’Aéro-Club de la Sarthe est fondé.
En 1908, c'est lui qui invite les frères Wright au Mans, à l'occasion de la visite en France des deux Américains. Bollée trouve à Wilbur Wright un terrain pour les nombreux essais de son Model A. Il s'agit de l'hippodrome des Hunaudières, près de l'actuel circuit automobile du Mans, puis, entre juin 1908 et janvier 1909 (Hunaudières), du camp militaire d'Auvours.
Après le décès de Léon Bollée, en 1913, sa veuve Carlotta Bollée (née Messinisi) (c.1880-?) continue la production d'automobiles et d'armements.
La marque est finalement rachetée, en 1922, par la firme anglaise Morris. Elle devient « Morris-Léon Bollée  », installée au Mans. La production commence en 1925 avec des véhicules équipés de moteurs Hotchkiss. Mais par suite de leur mévente, la production s'arrête en 1928.
Morris ferme définitivement l'usine en 1931.

## Titres et hommage
- À la fin du siècle, Léon Bollée préside l'Union auto-cycliste de la Sarthe[8].
- Il existe depuis 1932 une avenue Léon-Bollée dans le 13e arrondissement de Paris sur l'emplacement du bastion 88 de l'enceinte de Thiers[9].
- Une avenue du Mans, une 4 voies menant à Paris, porte le nom de famille.
- Le stade Léon-Bollée est nommé en son honneur. C'était l'ancien stade du Mans FC, jusqu'en 2011.
- Une sculpture de Raoul Verlet, sur un piédestal, est installée avenue du Général-Leclerc, Le Mans48° 00′ 01″ N, 0° 11′ 49″ E.